# Batalla de Mikolaiv
La batalla de Mikolaiv és una ofensiva militar en curs per part de les Forces Armades russes per arribar i prendre el control de Mikolaiv al sud d'Ucraïna. Forma part de l'ofensiva de Kherson, que va assegurar un pas segur al Dnieper el dia anterior.

## Ofensiva
Un preludi de la batalla va ser l'ofensiva de Kherson, en la qual les forces russes van prendre el control de Kherson i els seus voltants, assegurant els passos del Dnieper. Els dies 24 i 25 de febrer de 2022, es va produir un intent d'atac aeri sobre Mikolaiv, tot i que va ser repel·lit per equips antiaeri. Segons informes russos, les seues forces van bombardejar la base aèria de Kulbaikne. Tot i que no han arribat molts informes sobre cap intervenció terrestre, algunes informacions a les xarxes socials diuen que les forces russes van arribar el 26 de febrer.
Pel migdia del 26 de febrer, 12 tancs van aconseguir obrir-se pas a Kakhovka, al Dnièper, i s'informà que es dirigien de manera constant cap a Mikolaiv. Vitaly Kim, l'alcalde de la ciutat, va afirmar que la ciutat tenia 5 hores per preparar-se. També es va preparar artilleria i altres armes, amb una defensa integral.
Cap a les 18:30 hora local, els tancs eren als afores de la ciutat i l'alcalde va ordenar als ciutadans que es quedaren a casa, tan lluny com puguen de les finestres. Poc després, les tropes van entrar a la ciutat i una batalla al Buh Meridional va esclatar uns 10 minuts més tard.
L'Armada d'Ucraïna va enfonsar la seva única fragata i el vaixell insígnia de l'Armada, Hetman Sahaidachny, al port de Mikolaiv el 3 de març o abans. Aquell dia es va publicar una foto que mostrava la fragata parcialment enfonsada al port.
El 4 de març, el ministre de Defensa d'Ucraïna va confirmar que Hetman Sahaidachny havia estat enfonsat per evitar que les forces russes el capturessin. Kim va anunciar més tard que les tropes russes van ser expulsades de la ciutat però que estaven contraatacant. Els soldats ucraïnesos van recuperar la base aèria de Kulbakino. L'alcalde Oleksandr Senkevich va dir que les tropes russes estaven atacant la ciutat des del nord, est i sud. Les tropes ucraïneses van mantenir un únic pont giratori sobre el Bug del Sud, la ruta més fàcil perquè les forces russes arribin al port d'Odessa. Posteriorment, les forces russes es van veure obligades a retirar-se més enllà dels límits de la ciutat.
El 7 de març, deu soldats ucraïnesos van morir i desenes d'altres van resultar ferits en un atac aeri rus contra la caserna de la 79a Brigada d'Assalt Aeri a les 05:15.  Kim va declarar més tard que les forces ucraïneses havien recuperat l'aeroport internacional de Mykolaiv i que els civils ara podien abandonar la ciutat. A les 05:00 les tropes russes van començar a bombardejar la ciutat i un míssil de creuer Kalibr va impactar contra una caserna militar, matant vuit soldats i ferint-ne 19, mentre que altres vuit estaven desapareguts. Es van produir forts enfrontaments a l'est de la ciutat i una batalla de tancs va esclatar a l'aeroport. El bombardeig es va aturar cap al vespre, i les forces ucraïneses van declarar que havien repel·lit l'assalt rus.
Kim va afirmar l'11 de març que les forces ucraïneses havien fet retrocedir les tropes russes cap a l'est entre 15 quilòmetres (9,3 milles) i 20 quilòmetres (12 milles) i també havien envoltat algunes unitats que estaven negociant per a una rendició. Va dir que la força russa que va atacar la ciutat era relativament feble, però va advertir que una de més forta podria capturar la ciutat fàcilment. El metge en cap d'un hospital local, Alexander Dimyanov, va dir que 250 soldats i civils ucraïnesos havien resultat ferits durant la batalla, dels quals 12 van morir. Les forces russes encara controlaven pobles a 20 km de distància, amb només el riu Bug del Sud mantenint la ciutat de ser encerclada. Senkevich va dir a The Guardian que els civils estaven sent evacuats a través de la carretera que conduïa a Odessa, i que al voltant de 250.000 havien estat evacuats.
El 15 de març, Kim va afirmar que les forces ucraïneses havien rebutjat les forces russes del centre de la ciutat i havien restaurat la situació de seguretat.
El 18 de març, les forces ucraïneses van travessar les línies russes a Mikolàiv, empenyent-les de nou cap a la raion de Kherson, dos míssils Kalibr russos, disparats des de Kherson o Crimea, van atacar una caserna de l'exèrcit ucraïnès de la 36a Brigada de Marines Separats (amb seu a Mikolàiv), que s'utilitza per entrenar soldats locals, situats als suburbis del nord de Mikolàiv. L'atac es va produir durant la nit, mentre els soldats estaven adormits en les seves escombraries. No hi havia temps suficient per fer sonar l'alarma, ja que els míssils van ser disparats des de molt a prop, des de les proximitats de Kherson. El diari belga Het Laatste Nieuws va informar que el dipòsit de cadàvers de la ciutat i l'exèrcit ucraïnès van declarar que almenys 80 soldats.
El 8 d'abril, Ucraïna va afirmar que "virtualment cap" força russa havia romàs a la regió de Mikolàiv.